# Вілюйське плато
Вілю́йське пла́то (рос. Вилюйское плато), підведена ділянка Середньосибірського плоскогір'я в сточищі верхньої течії Вілюя, (Якутія).
- Довжина близько 400 км,
- Ширина 200 км;
- Висота міждолинних просторів 700—900 м (найбільша 962 м).

Плато знаходиться на межі Якутії, Красноярського краю та Іркутської області. Висота — до 962 м (в середньому — 700—900). Геологічно район складений траппами, доломітами і вапняками.
Вілюйськое плато — витік таких великих річок як Вілюй, Марха, Оленьок, Игиатта. На території плато виявлена вічна мерзлота потужністю до 1,5 км, найпотужніша у світі.
На плоских вершинах — тундра, по схилах — рідка модринова тайга, в долинах річок — луки. Клімат — різко континентальний, зими — одні з найсуворіших у Північній півкулі.